# 西田充邦
西田 充邦（にしだ みつくに）は日本の経済学者。ジョンズ・ホプキンズ大学ビジネススクール准教授。専門分野は数量マーケティング、Retailing, 実証的産業組織論。

## 略歴
京都大学卒業、シカゴ大学博士課程修了(Ph.D).

## 受賞
- 2014年 宮澤健一賞[1]
- 2019年 Dean's Award for Faculty Excellence